# Fuad Ibrahim
Fuad Ibrahim (*Dire Dawa, Provincia, Etiopía, 15 de agosto de 1991), futbolista etíope nacionalizado estadounidense. Juega actualmente en el Toronto FC.

## Carrera

### Juvenil
Ibrahim creció Richfield, Minnesota, donde asisitíó Richfield High School, y jugó por el equipo local llamado Wings United. En 2005 Ibrahim se integra a la Selección Sub-17 de los Estados Unidos formando parte de un programa de formación similar al de la IMG Soccer Academy en Bradenton, Florida. Más tarde asistió a la Edison Academy.

### Profesional
Ibrahim fue preparado para la segunda ronda del SuperDraft 2007 de la MLS por FC Dallas. 
Al mismo tiempo era el segundo jugador más joven (16 años) en ser seleccionado para jugar el SuperDraft detrás de Freddy Adu que debutó con 14 años en 2004. 
Ibrahim no jugó ningún sólo partido con el FC Dallas por lo que fue transferido al Toronto FC en junio de 2008. Debutó en la MLS el 12 de julio de 2008 contra Chicago Fire, anotando su primer gol profesional.

### Internacional
Ibrahim ya era miembro de la Selección Sub-17 de los Estados Unidos, y participó en el equipo que fue eliminado por Alemania en octavos de final de la Mundial Sub-17 de Corea del Sur en 2007, jugando los cuatro partidos. Ibrahim ha sido nomiando varias veces para integrar la selección Sub-20 de los Estados Unidos.